# Santuario della Cornabusa
Il santuario della Madonna della Cornabusa conosciuto come santuario della Cornabusa è un luogo di culto cattolico della frazione Cepino del comune di Sant'Omobono Terme, in provincia di Bergamo, in Valle Imagna, ed è dedicato alla Madonna Addolorata. La chiesa ipogea è completamente ricavata da una grotta naturale da cui esce una sorgente d'acqua.

## Storia
La storia della chiesa si farebbe risalire in un periodo tra il 1350 e il 1440, alla guerra che tormentava la valle da tempo tra i guelfi e i ghibellini. Gli abitanti la frazione di Cepino per sfuggire a questi scontri trovarono rifugio in una grotta buca (in dialetto büsa). Una grande grotta naturale formatasi tra due pareti montuose. Alcune donne avevano portato la statua lignea della Vergine Addolorata, e a questa statuetta i rifugiati volsero le loro preghiere. Tutti furono salvati e a ringraziamento lasciarono nella grotta l'immagine della Madonna trasformando quella grotta in un luogo di culto. Secondo la tradizione anni dopo una giovane sordo-muta pregando l'immagine della Vergine ottenne la guarigione dalla malattia riacquistando il senso dell'udito. La tradizione vorrebbe che la statuetta portata nella chiesa parrocchiale di Cepino, tornasse miracolosamente una notte a trovarsi nella grotta. Iniziò così la devozione alla Madonna della grotta.  Tutto questo portò all'autorizzazione della devozione che fu ufficializzata il 4 febbraio 1510 con la concessione dell'uso della grotta per le celebrazioni eucaristiche.
La chiesa è stata anche luogo di preghiera e di ritiro spirituale per don (e successivamente cardinale) Angelo Roncalli prima che diventasse pontefice.
Nei primi anni del Novecento fu costruito un muro di consolidamento dello spazio antecedente la grotta, muro che però crollò dopo poco, venendo poi ricostruito con una nuova via di accesso.
Il santuario, proprio per la sua posizione dislocata e per le perdite d'acqua piovana dal soffitto, è chiuso durante il periodo invernale con la riapertura ai pellegrini il lunedì dell'Angelo di ogni anno.
In ricordo del santuario, ogni secondo sabato di settembre in Valle Imagna, vengono recitate messe nel luogo sacro, fatta una fiaccolata che porta alla grotta e accessi falò nel paese sottostante.

## Descrizione
Il santuario è raggiungibile sia via strada carrabile sia attraverso vari sentieri pedonali. Lungo il percorso del sentiero principale sorgono sette santelle dedicate ai sette dolori patiti da Maria, mentre poco prima della grotta è presente un'ottava cappella dedicata alla miracolosa guarigione della giovane sordo-muta. L'ingresso che precede la grotta è chiuso da un'inferriata, che permette comunque l'adorazione e la vista dell'effigie mariana. La grotta è di grandi dimensioni e al contempo strutturalmente molto semplice. Il presbiterio è preceduto da due gradinate poste sui due lati. La vasca posta sulla parte terminate dell'abside rappresenta il battesimo. Sul tabernacolo vi è la statua della Pietà. La chiesa non ha marmi e arredi artistici bensì stalattiti. Al contempo, non è presente un organo e, nei momenti di quiete, si può sentire lo scorrere dell'acqua del ruscello.
La grotta conserva molti ex voto e lapidi che i fedeli hanno posto a ringraziamento di grazie ricevute.